# Frederick William Vanderbilt

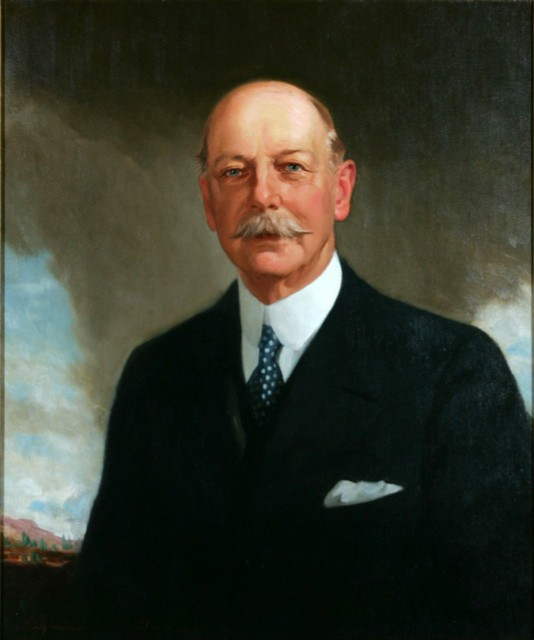
F. W. Vanderbilt, hacia 1913, pintado por Raymond Neilson, colección Saint Anthony Hall

Frederick William Vanderbilt (2 de febrero de 1856 - 29 de junio de 1938) fue un empresario estadounidense, miembro de la plutocrática familia Vanderbilt. Dirigió el Ferrocarril Central de Nueva York durante 61 años, además de presidir el Ferrocarril de Pittsburgh y del Lago Erie y el Ferrocarril de Chicago y del Noroeste.

## Primeros años
Vanderbilt nació en 1856 en New Dorp (Staten Island). Fue el tercero de los ocho hijos de William Henry Vanderbilt (1821-1885) y de Maria Louisa (nacida Kissam) Vanderbilt (1821-1896). Sus hermanos fueron Cornelius Vanderbilt II, quien se casó con Alice Claypoole Gwynne; Margaret Louisa Vanderbilt, quien se casó con Elliott Shepard; William Kissam Vanderbilt, quien se casó con Alva Erskine Smith y con Anne Harriman Sands Rutherfurd; Emily Thorn Vanderbilt, quien se casó con William Douglas Sloane y después con Henry White; Florence Adele Vanderbilt, quien se casó con Hamilton McKown Twombly; Eliza Osgood Vanderbilt, casada con William Seward Webb; y George Washington Vanderbilt II, casado con Edith Stuyvesant Dresser.
Era nieto del comodoro Cornelius Vanderbilt, quien amasó la fortuna de la familia Vanderbilt. Tras la muerte de su abuelo en 1877, el 95% de sus propiedades inmobiliarias (valoradas en 100 millones de dólares - unos 0 millones hoy) pasaron a su padre y sus tres hermanos (Cornelius recibió 5 millones; y William, Frederick y George, recibieron 2 millones de dólares cada uno).
En 1876, Vanderbilt se graduó en la Escuela Científica Sheffield de la Universidad de Yale, a la que en 1902 donó medio millón de dólares (equivalentes a 17.6 millones hoy).

## Carrera
Después de graduarse en Yale, se unió a su padre en el Ferrocarril Central de Nueva York, al igual que sus hermanos, que trabajaron en un departamento tras otro para comprender el negocio del ferrocarril. Después de trabajar durante muchos años en el ferrocarril, dedicó su tiempo a viajar y navegar.
Vanderbilt era director de 22 ferrocarriles, incluidos el Ferrocarril Central de Nueva York, el Ferrocarril de Pittsburgh y del Lago Erie, y el Ferrocarril de Chicago y del Noroeste.
Mantuvo residencias en la ciudad de Nueva York (vivió por un tiempo en el 450 de la Quinta Avenida), Newport ("Rough Point"), Bar Harbor (" Sonogee"), Upper St. Regis Lake en las Adirondacks ("Pine Tree Point"), y una mansión rural en Hyde Park (Nueva York) ("Hyde Park"), actualmente conservada por el Servicio de Parques Nacionales, y conocida como Vanderbilt Mansion National Historic Site. También encargó construir la cercana Mansión Howard y Carriage House para su sobrino Thomas H. Howard en 1896.
Vanderbilt fue el propietario hasta su muerte del edificio 10 East 40th Street en Manhattan, un ejemplo destacado de arquitectura art déco; también era propietario de los yates de vapor Vedette, Conqueror, y Warrior. Encargó una serie de edificios del campus de la Universidad de Yale al arquitecto Charles C. Haight conservados hasta la actualidad, incluidos los dormitorios del campus que componen el actual Colegio Silliman, la Sala Vanderbilt, la Sala Phelps, los Laboratorios Mason, Sloane y Osborn; y su sociedad secreta, St. Anthony Hall.

## Vida personal
En 1878, Frederick se casó con Louise Holmes (nacida Anthony) Torrance (1854-1926), hija de Charles Lee Anthony y Catherine (nacida Holmes) Anthony. El padre de Louise era un exitoso comerciante de productos secos en la ciudad de Nueva York. Louise había estado casada anteriormente, en 1868, con el primo de Frederick, Alfred Torrance, antes de su divorcio en 1877.
Frederick Vanderbilt murió en Hyde Park, Nueva York, el 29 de junio de 1938. Fue enterrado en el cementerio de Moravia en New Dorp. Su patrimonio fue valorado en 79.845.478 dólares (equivalentes a 1654 millones de hoy) después de su muerte. Dejó 5,2 millones a la Escuela Científica Sheffield, 3,9 millones a la Universidad Vanderbilt, 1,3 millones al Ejército de Salvación y 650.000 dólares a la Asociación de Nueva York para Mejorar la Condición de los Pobres. Después de sus donaciones caritativas, su sobrina, la señora Margaret Louise Van Alen (1876-1969), fue la heredera principal de su patrimonio, recibiendo su casa de la Quinta Avenida, Hyde Park, y el 25% del resto de su patrimonio inmobiliario.